# 基爾·列特
基爾·羅曼尼·列特（英語：Kyel Romaine Reid，1987年11月26日—），英格蘭足球運動員，司職中場，現效力英乙球會巴拉福特。

## 球員生涯

### 球會
出生於南倫敦的列特於2004年7月加入韋斯咸，是韋斯咸的青訓產品。2006年5月1:0戰勝西布朗為他首次上陣，第二次上陣是在不久後對熱刺一戰。
2006年11月，他以一個月借用形式加盟班士利，後來借用期延長至季尾，出陣26場並射入2球。2007/08年球季季初返回韋斯咸，於聯賽和盃賽合共上陣4場，2008年3月被外借至水晶宮。
列特在2008年8月27日英格蘭聯賽盃第二圈為韋斯咸取得首個、亦是唯一一個入球，該仗球隊以4:1大勝。
2008年11月27日，列特被借用至黑池並於2日後首度代表「海邊人」上陣，球隊該仗作客以2:1擊敗普利茅夫。12月13日代表黑池以0:0賽和諾定咸森林，就在兩天前，他入選了聯賽「每週最佳陣容」。在12月30日租借期滿，列特返回韋斯咸。
2009年1月15日，列特再次被外借，加盟英冠球會狼隊，借用期至季尾，2009年1月24日英格蘭足總盃第四圈對米杜士堡為其處子戰，2009年4月25日對班士利取得他於狼隊的唯一入球，助球隊以1:1逼和對手，並奠定了狼隊的聯賽錦標。
列特於2009年7月1日以自由轉會形式加盟錫菲聯。惟一直沒法取得正選席位，於2010年1月29日被外借到英甲球會查爾頓直到球季結束，期間表現出色，上陣17場聯賽射入4球。2010年7月17日在不獲錫菲聯留用後，以自由身正式加盟查爾頓。效力首季上陣41場及射入兩球，於2011年4月23日聯賽閉幕戰作客2-2賽和布里斯托流浪，他先射入1球，繼而被紅牌驅逐離場。
球季結束後列特未獲查爾頓領隊提供新約離隊，於8月30日加盟英乙球會巴拉福特，簽約兩年。

### 國家隊
列特曾代表英格蘭U17、U18和U19代表隊。

## 外部連結
- 足球数据库：基爾·列特的球员统计数据